# Hohenberg-Krusemark
Hohenberg-Krusemark est une commune allemande de l'arrondissement de Stendal, Land de Saxe-Anhalt.

## Géographie
Hohenberg-Krusemark se situe sur la rive droite de l'Elbe.
La commune comprend les quartiers d'Altenzaun, Gethlingen, Groß Ellingen, Hindenburg, Klein Ellingen, Klein Hindenburg, Osterholz, Rosenhof und Schwarzholz.
| Osterburg | Iden                | Sandau |
| Goldbeck  | Hohenberg-Krusemark | Kamern |
| Eichstedt | Arneburg            |        |

## Histoire
Hohenberg-Krusemark est né de la fusion en 1928 de Hohenberg et Krusemark. Hindenburg et Altenzaun en 2009 puis Schwarzholz en 2010 fusionnent avec la commune.

## Personnalités liées à la ville
- Hans-Friedrich von Krusemark (1720-1775), général né à Krusemark.

## Jumelage
- Ellingen (Bavière)